# Setu

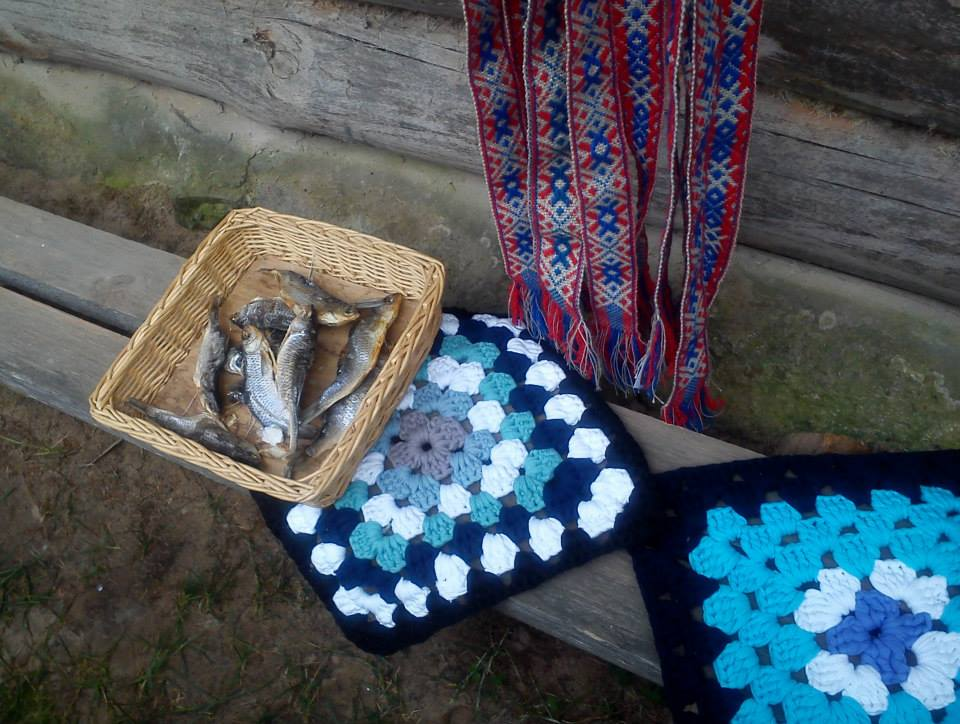
Popularne w regionie Setomaa ryby oraz rękodzieło.

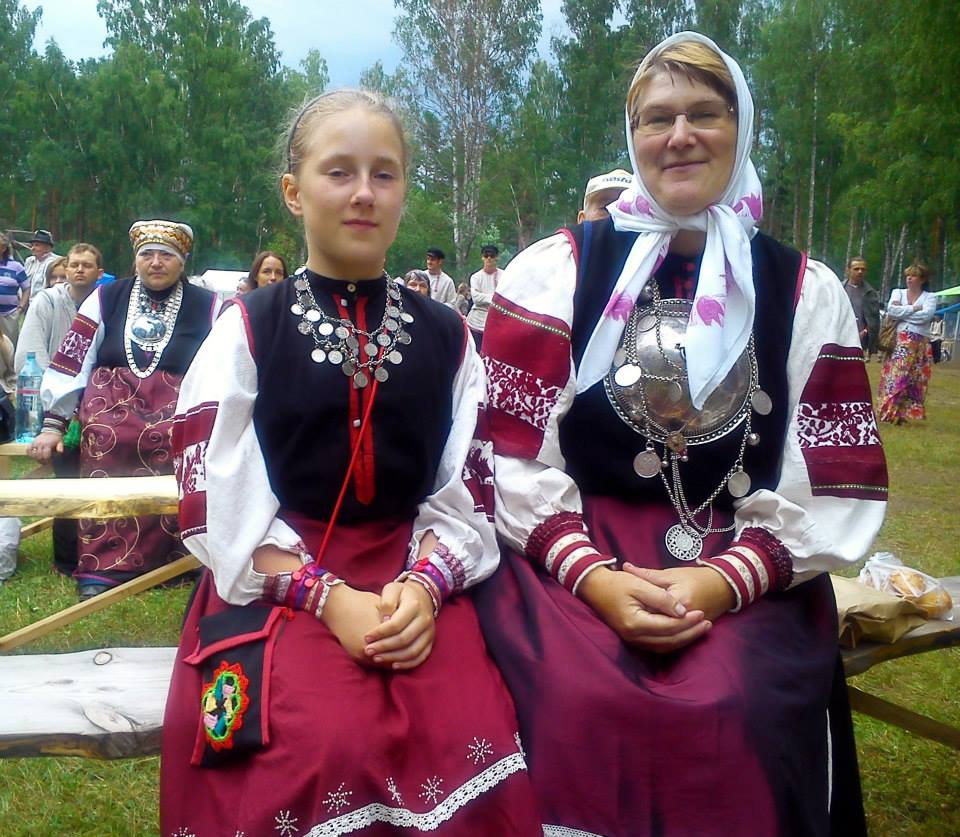
Kobiecy strój setuski – region pd.-wsch. Estonii

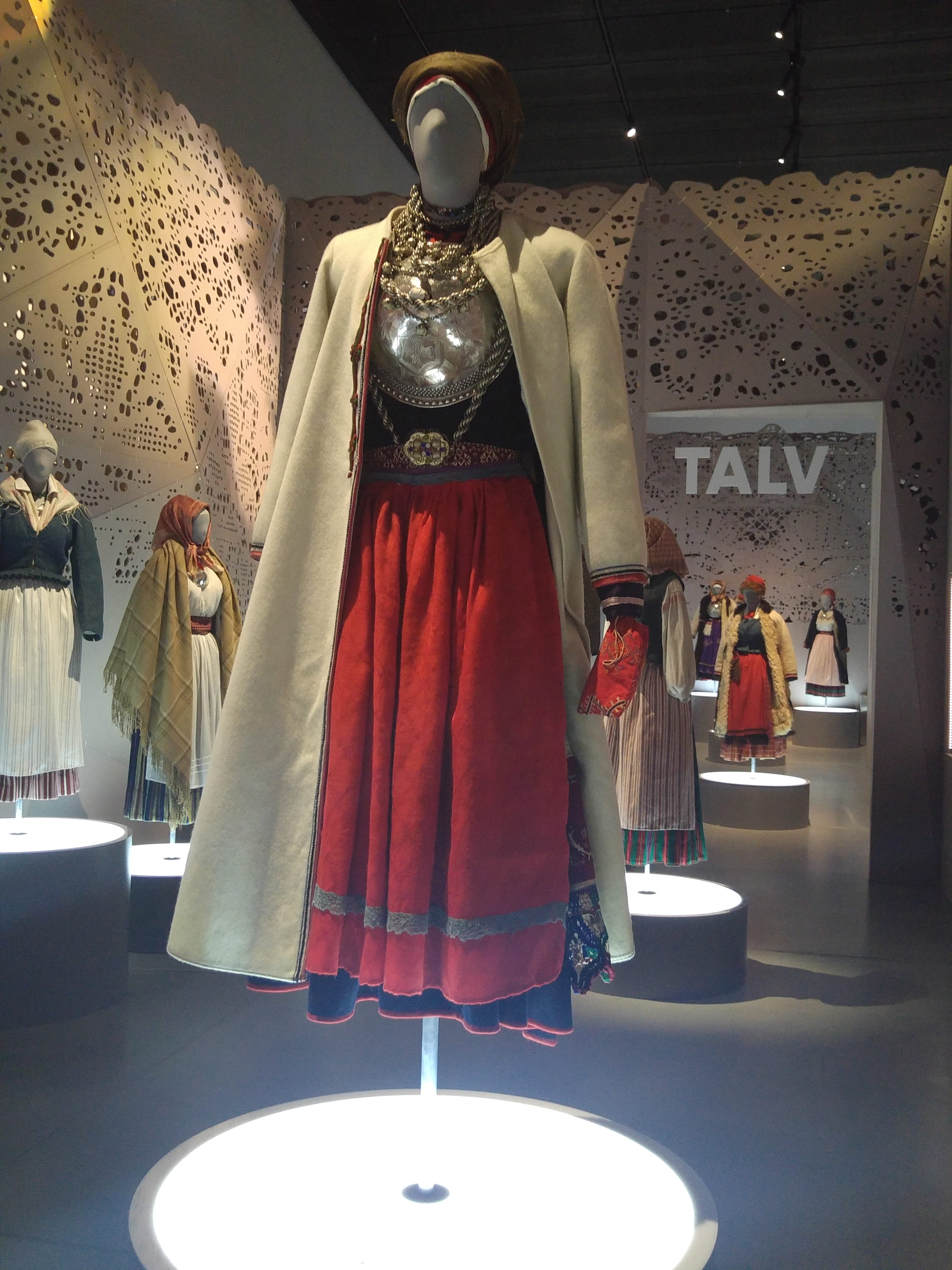
Strój kobiecy z regionu Setomaa/Setumaa na wystawie casowej w Estońskim Muzeum Narodowym

Seto lub Setu – etniczna i językowa mniejszość zamieszkująca południowo-wschodnią Estonię (region Setomaa) i północno-zachodnią Rosję. Większość jej członków zna język seto, wyznaje prawosławie i posiada obywatelstwo estońskie. Seto przez niektórych lingwistów uważany jest za dialekt estońskiego, inni natomiast twierdzą, iż jest to odrębny język. Pełna zgoda panuje natomiast co do klasyfikacji – zaliczany jest do podgrupy języków bałtycko-fińskich, grupy języków ugrofińskich i do uralskiej rodziny językowej. Sami Seto zwracają dużą uwagę zarówno na uczenie swojego języka młodszych pokoleń, jak i na zachowanie religii prawosławnej.

## Opis
Na świecie żyje ponad 10 tys. przedstawicieli tej grupy etnicznej. Większość z nich żyje w Estonii i w Rosji w obwodzie pskowskim, gdzie są jedną z oficjalnie uznawanych i chronionych przez prawo mniejszości. Sami Seto nazywają zamieszkiwane przez siebie ziemie Setomaa (est. Setumaa). W roku 1920 region ten w całości przypadł Estonii. Jednak ZSRR po aneksji tego kraju włączył 23 sierpnia 1944 roku do Rosyjskiej SFRR część krainy Setomaa z miejscowością Pieczory, gdzie znajdowały się ważne dla historii i religii Seto miejsca (cerkiew, cmentarz itp.). Pomimo odzyskania przez Estonię niepodległości tereny te pozostały w rękach Rosji, a nowa granica podzieliła ziemie Seto na część estońską i rosyjską.
Seto są ludnością autochtoniczną Estonii, która przez wieki poddawana była obcym wpływom. Mimo tego nie zatracili świadomości swojej odrębności etnicznej. Ich kultura największy rozkwit przeżywała na początku XX wieku, kiedy to działało wiele towarzystw edukacyjnych i kulturalnych, kierowanych przez wykształconych Seto. Problemy pojawiły się wraz z uzyskaniem przez Estonię niepodległości – władze uznawały Seto za część narodu estońskiego i starały się wykorzenić ich tradycje, obyczaje i język. Przez te działania populacja tej mniejszości etnicznej znacznie spadła, wielu Seto uznawało się za Estończyków. W Rosji doszło do drastycznego spadku liczebności tej populacji, co było spowodowane migracjami do Estonii.

## Etymologia
Seto, z racji tego, że mieszkali na pograniczu dwóch cywilizacji – rosyjskiej i zachodniej, zwani byli połuwiernikami lub połuwiercami. Uważa się, iż określenia te miały obraźliwy wydźwięk. Pochodzą one z XIX wieku i używane były przez rosyjskich duchownych prawosławnych.
Używana dzisiaj nazwa tej grupy – Seto – pochodzi natomiast najprawdopodobniej z języka estońskiego, z wyrażenia „ei see, ei too” („ni to, ni sio”), które miało oznaczać „ani Estończyk, ani Rosjanin”. W ten sposób ludność południa określali Estończycy.

## Pochodzenie
Na temat pochodzenia Seto toczą się spory między historykami i etnografami. Istnieje kilka koncepcji, z których żadna nie jest przyjmowana za pewnik. Paul Hagu, etnograf, uważa, iż Seto to potomkowie osadników z estońskiego Vőrumaa, którzy przybyli do Setumaa w XVI i XVII wieku. Hipoteza ta wiąże się z przekonaniem, iż język seto wywodzi się z języka vőro. Inna teoria głosi, że osadnicy z Vőrumaa tylko dołączyli do istniejącego tam ludu, tworzonego przez plemiona bałtofińskie. Większość bałto-finów żyjących na pograniczu uległa rusyfikacji, ale dzisiejsi Seto, zgodnie z tą hipotezą, mieli tego uniknąć dzięki napływowi wspomnianych wcześniej osadników. Z czasem, z połączenia przybyszów i ludności autochtonicznej, miała wykształcić się nowa, samodzielna grupa etniczna. Trzecia teoria mówi, iż Seto są zupełnie niezależną grupą, która nie uległa ani rusyfikacji, ani estonizacji i wykształciła własny etnos.

## Odrębność

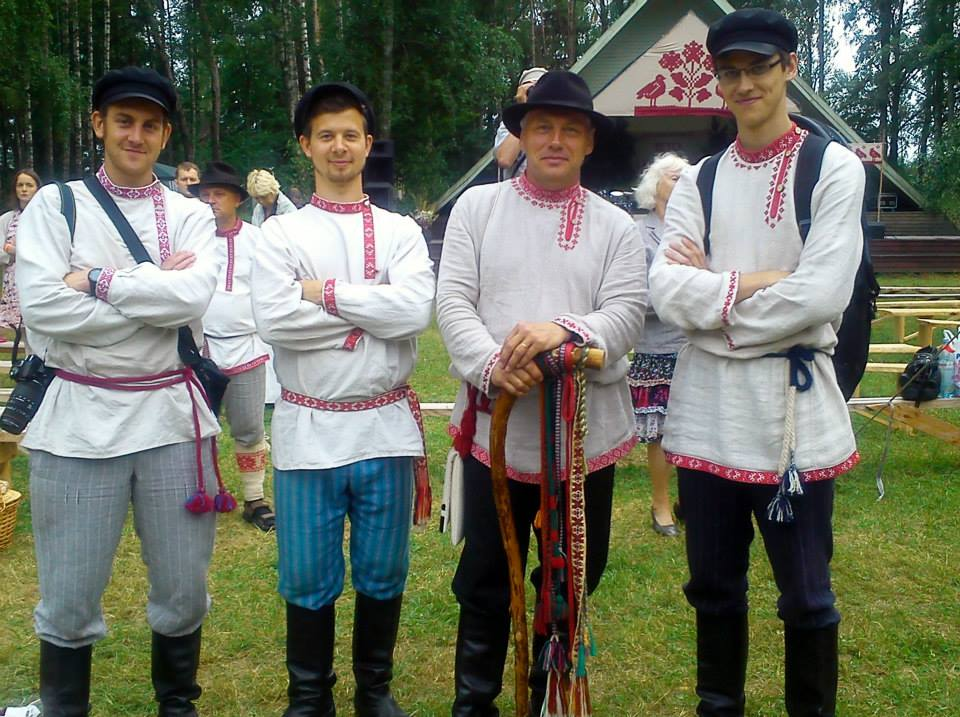
Mężczyźni w tradycyjnych setuskich strojach, Estonia, region Setomaa.

Niezależnie od przyjmowanych teorii o pochodzeniu, wiadomo że Seto należą do grupy ugrofińskiej. Ich odrębność od innych, pokrewnych plemion, które z czasem zintegrowały się w naród estoński lub uległy całkowitej rusyfikacji, wynika najprawdopodobniej z położenia. Setomaa była najdalej wysuniętą na północ w kierunku Estonii częścią państw ruskich, a potem Rosji. Spowodowało to, że wpływy procesów integracyjnych w Estonii i procesu rusyfikacji równoważyły się. Seto zachowali własną tożsamość, czerpiąc zarówno z tradycji bałtofińskiej, jak i wpływów ruskich.

## Religia
Seto są wyznawcami prawosławia. Przebieg procesu przyjmowania przez nich tej religii, podobnie jak kwestia pochodzenia, budzi spory między uczonymi. Ugrofinowie w Setumaa wcześnie dostali się pod władzę ruską, już w okresie Rusi Kijowskiej, najprawdopodobniej w X–XI wieku. Jest jednak mało prawdopodobne, żeby przodkowie Seto, jak głoszą niektóre teorie, przyjęli chrzest w obrządku bizantyjskim już w 988 roku. Pewne jest jednak, że proces przyjmowania prawosławia dokonał się najpóźniej w XV wieku, kiedy to w Petseri w 1473 roku wybudowano monaster Pskowsko-Pieczerski. Aare Hőrn, zajmujący się historią Seto, uważa iż silniejsze wpływy prawosławne pojawiły się w Setumaa w XIII wieku, kiedy to w pobliskim Izborsku powstała pierwsza cerkiew. Stamtąd duchowni wyruszali do innych części ziem zamieszkiwanych przez Seto, głosząc nową wiarę, która stopniowo wypierała pogańskie wierzenia. Nawrócenie na chrześcijaństwo nie przebiegało jednak szybko, stare tradycje okazały się bardzo silne. W XV wieku liczba prawosławnych zaczęła się znacząco zwiększać, a to za sprawą działalności wspomnianego wcześniej monasteru. W mniejszych miejscowościach cerkwie zaczęto budować w kolejnych stuleciach – XVII i XVIII. Na przełomie XVIII i XIX wieku do liturgii zaczęto wprowadzać język seto. Mimo iż większość ludzi była już wówczas ochrzczona, nadal praktykowano niektóre pogańskie obrzędy, nadając im jednak chrześcijański wydźwięk. W latach 20. i 30. XX wieku, na fali polityki estonizacji, wprowadzono język estoński jako liturgiczny, co sprzyjało zamierzeniom rządu w Tallinnie. Następnym, o wiele silniejszym ciosem dla religijnej odrębności Seto, była polityka ZSRR wymierzona w Cerkiew. To właśnie z jej powodu dzisiejsi Seto są mocno zlaicyzowani, mimo deklarowanego przywiązania do Cerkwi i tradycji prawosławnej.